# Forteresse de Svartholm
La Forteresse de Svartholm (finnois : Svartholman merilinnoitus, suédois : Svartholms fästning) est une forteresse maritime située en face de Loviisa en Finlande.

## Histoire
La frontière entre la Suède et la Russie est déplacée par le traité d'Åbo qui termine la guerre de guerre russo-suédoise de 1741-1743. 
La Suède y perd ses anciennes fortifications frontalières: la forteresse d'Hamina, forteresse de Lappeenranta et Olavinlinna. 
Elle doit construire de nouvelles fortifications pour protéger sa frontières plus difficiles à défendre. 
Pour protéger la nouvelle frontière fondée en 1745 on décide de construire forteresse de Loviisa.
Cette fortification composée de 6 bastions protégerait la route royale longeant la côte.
On décide aussi de construire, à l'embouchure de la baie de Loviisa, la forteresse de Svartholma. 
La fonction est d'empêcher le passage de troupe russe par la côte pour attaquer la Finlande suédoise et de servir de base à la marine suédoise.
La forteresse de Svartholm servirait aussi de forteresse jumelle de Suomenlinna comme avant-postes.
Le plus ancien plan de la forteresse de Svartholm est celui conçu par Anders Johan Nordenskiöld (fi) en 1744.
Mais les travaux seront réalisés à partir des plans tracés par Augustin Ehrensvärd pour Suomenlinna. 
La forteresse de Svartholm est conçue selon un tracé à l'italienne où les différentes parties de la forteresse peuvent s'entraider dans les situations de combat.
Les quatre bastions et la muraille entourant l'île sont construits comme prévu.
Les travaux de construction de la forteresse de Loviisa s’arrêteront définitivement à cause de la guerre de Poméranie en 1757 et il ne restera, des deux côtés de la route royale, que les bastions Ungern et Rosen que l'on peut encore voir au centre de Loviisa.
La forteresse sert comme base navale de la marine suédoise pendant la Guerre russo-suédoise de 1788–1790.
Svartholm passe sous domination russe pendant la guerre de Finlande en 1808, où elle se rend presque sans se battre.
Après sa période militaire la forteresse sert de prison. 
La marine britannique détruit la forteresse lors de la guerre de Crimée en 1855,.

## Architecture

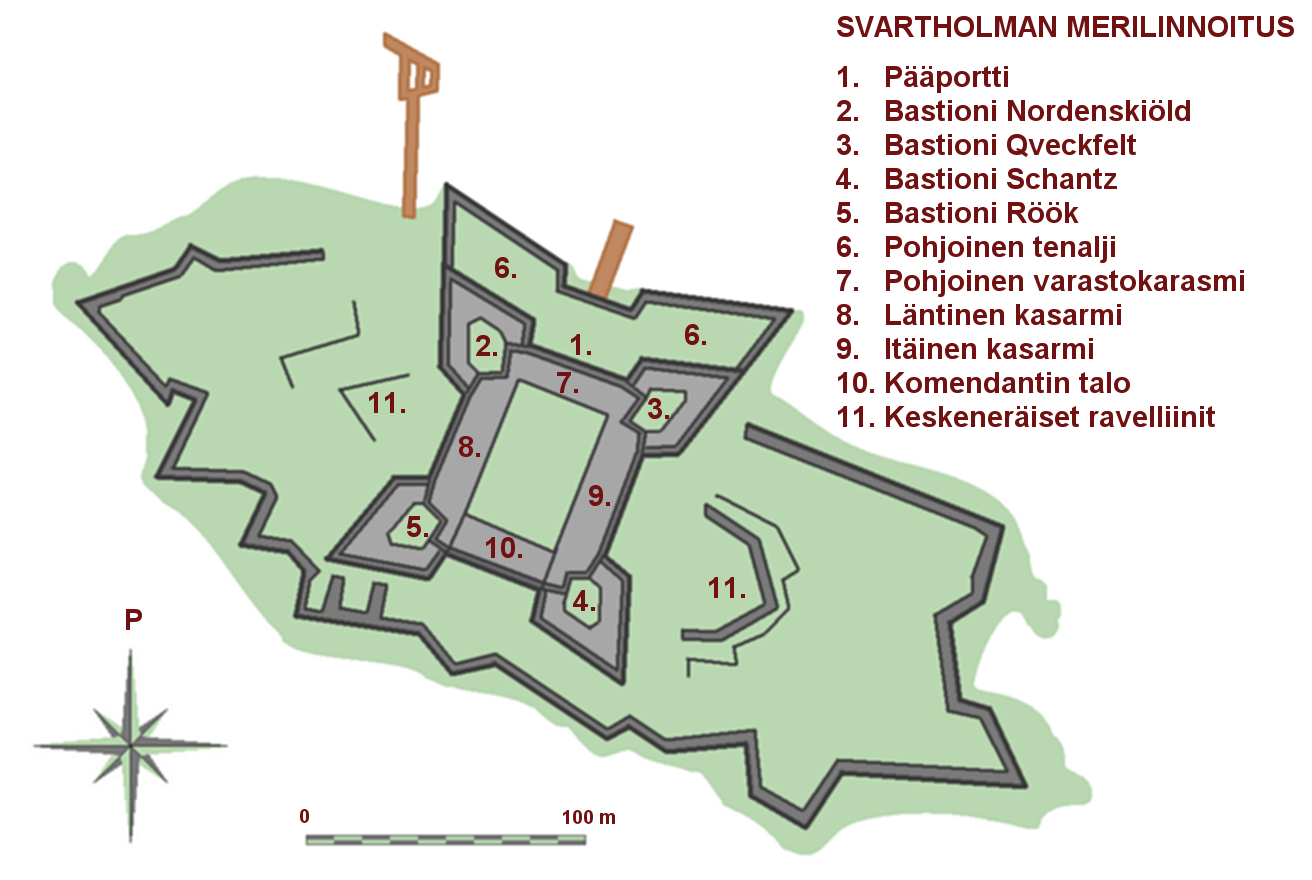
Forteresse maritime de Svartholm:
1. Porte principale
2. Bastion Nordenskiöld
3. Bastion Qveckfelt
4. Bastion Schantz
5. Bastion Röök
6. Tenaille Nord
7. Casemate Nord
8. Casemate Ouest
9. Casemate Est
10. Maison du commandant
11. Ravelins incomplets

Augustin Ehrensvärd la conçoit avec un tracé à l'italienne. 
Les travaux de construction débutent en 1748 et sont interrompus au milieu des années 1760 mais la forteresse ne sera jamais terminée.

## Biographie
- (fi) Lappalainen, Wolke et Pylkkänen, Suomen sodan historia 1808–1809, Suomalaisen Kirjallisuuden Seura, 2008 (ISBN 978-951-593-197-9)
- (fi) Suomalaiset linnoitukset, s.148, Saarijärvi, Suomalaisen Kirjallisuuden Seura, 2011 (ISBN 978-952-222-275-6)
- (fi) Tapani Mattila, Meri maamme turvana, Jyväskylä, K. J. Gummerus Osakeyhtiö, 1983, 318 p. (ISBN 951-99487-0-8)

## Galerie

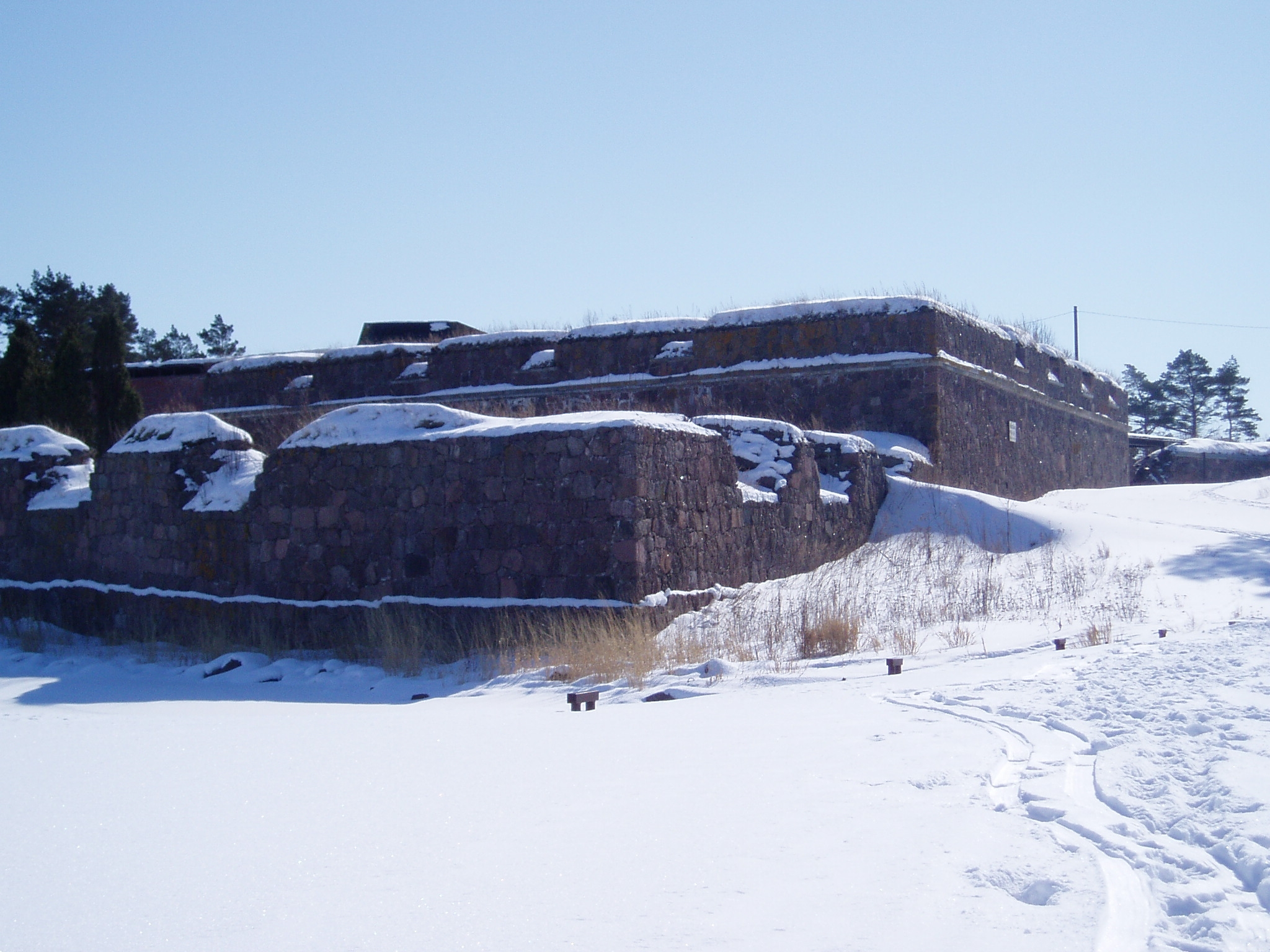
À l'avant la tenaille protégeant la forteresse et au fond le bastion Nordenskiöld.
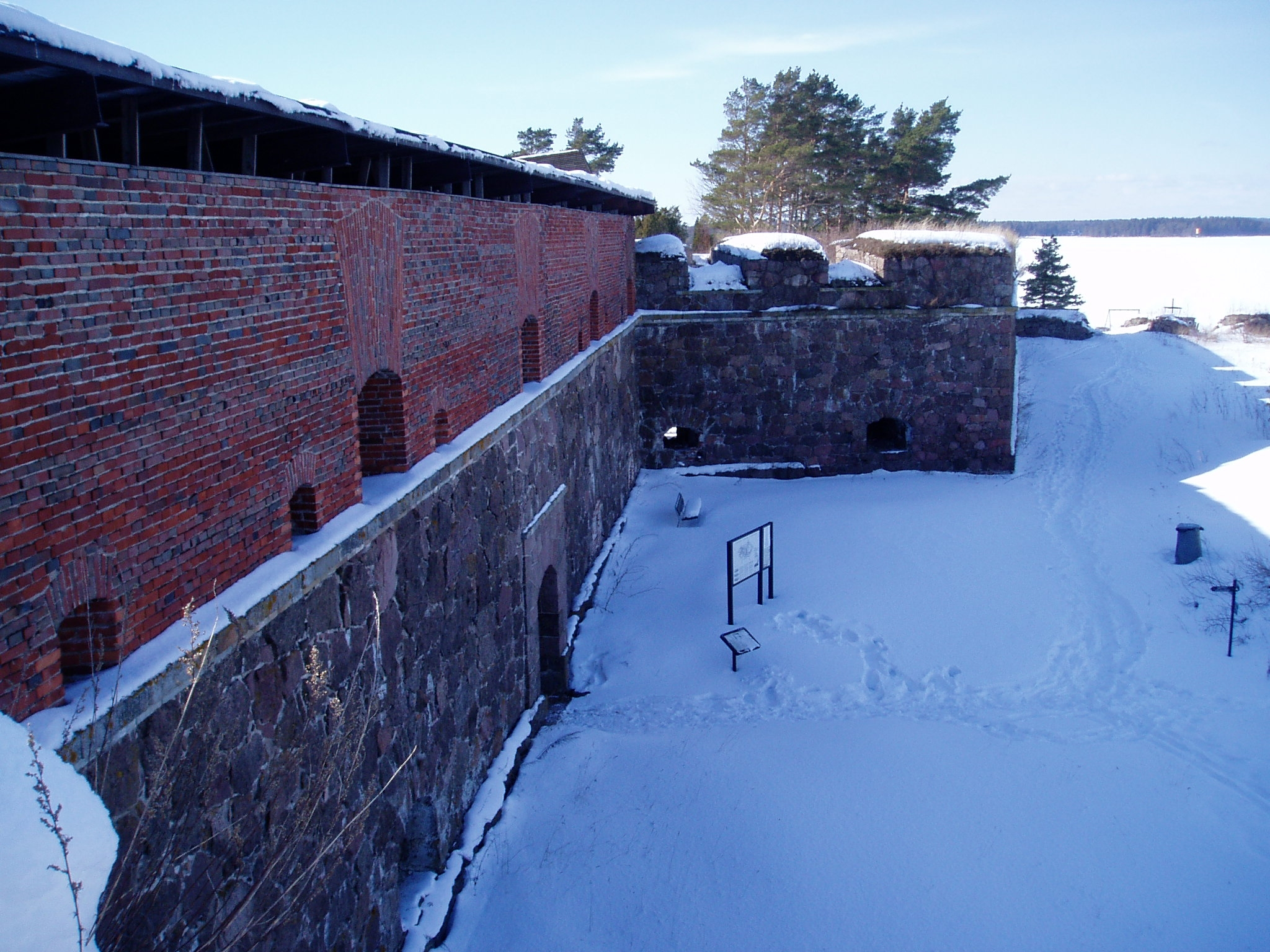
Courtine Nord et au fond le bastion Nordenskiöld.
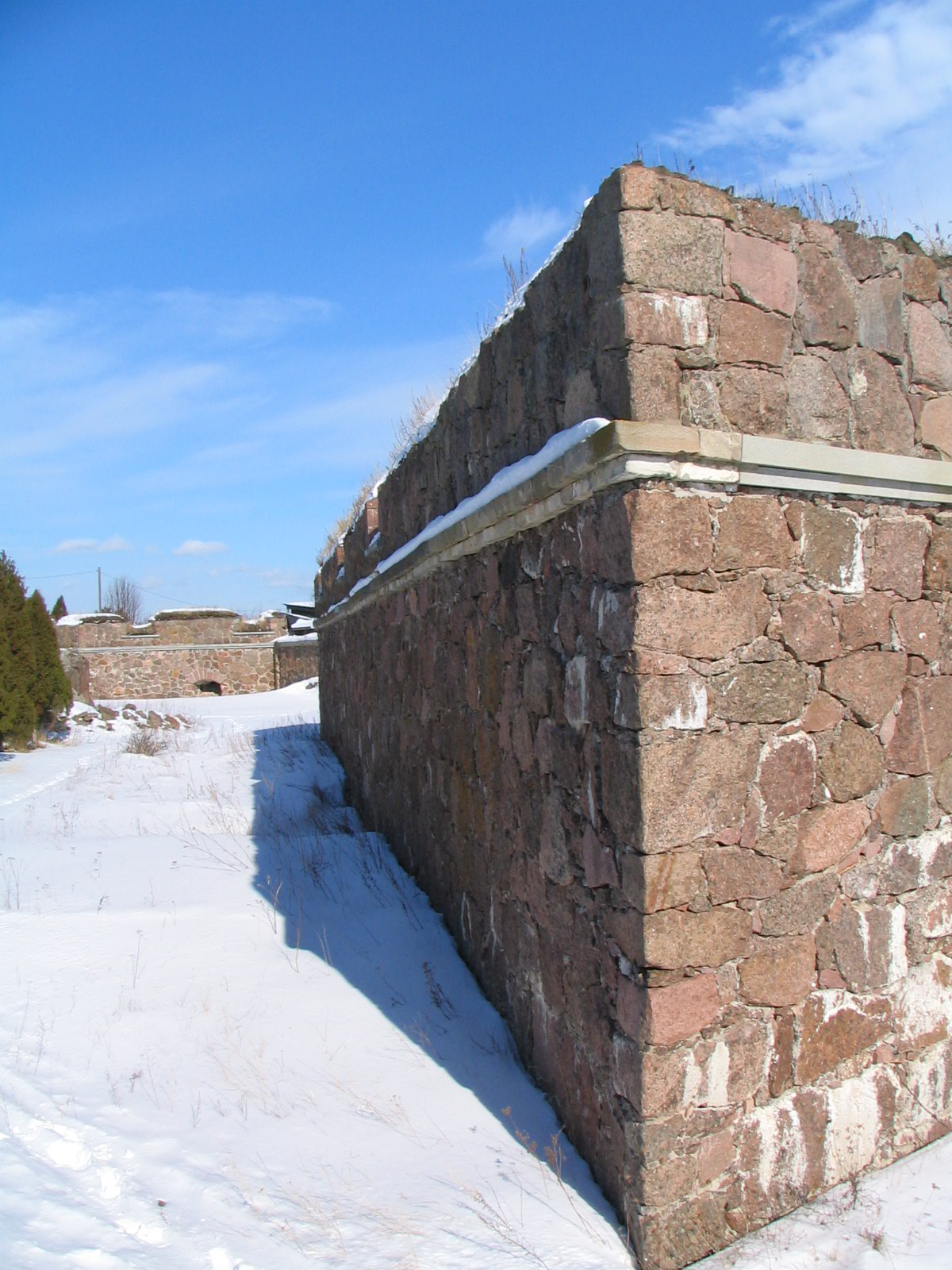
À droite le bastion Röök et au fond le bastion Nordenskiöld.
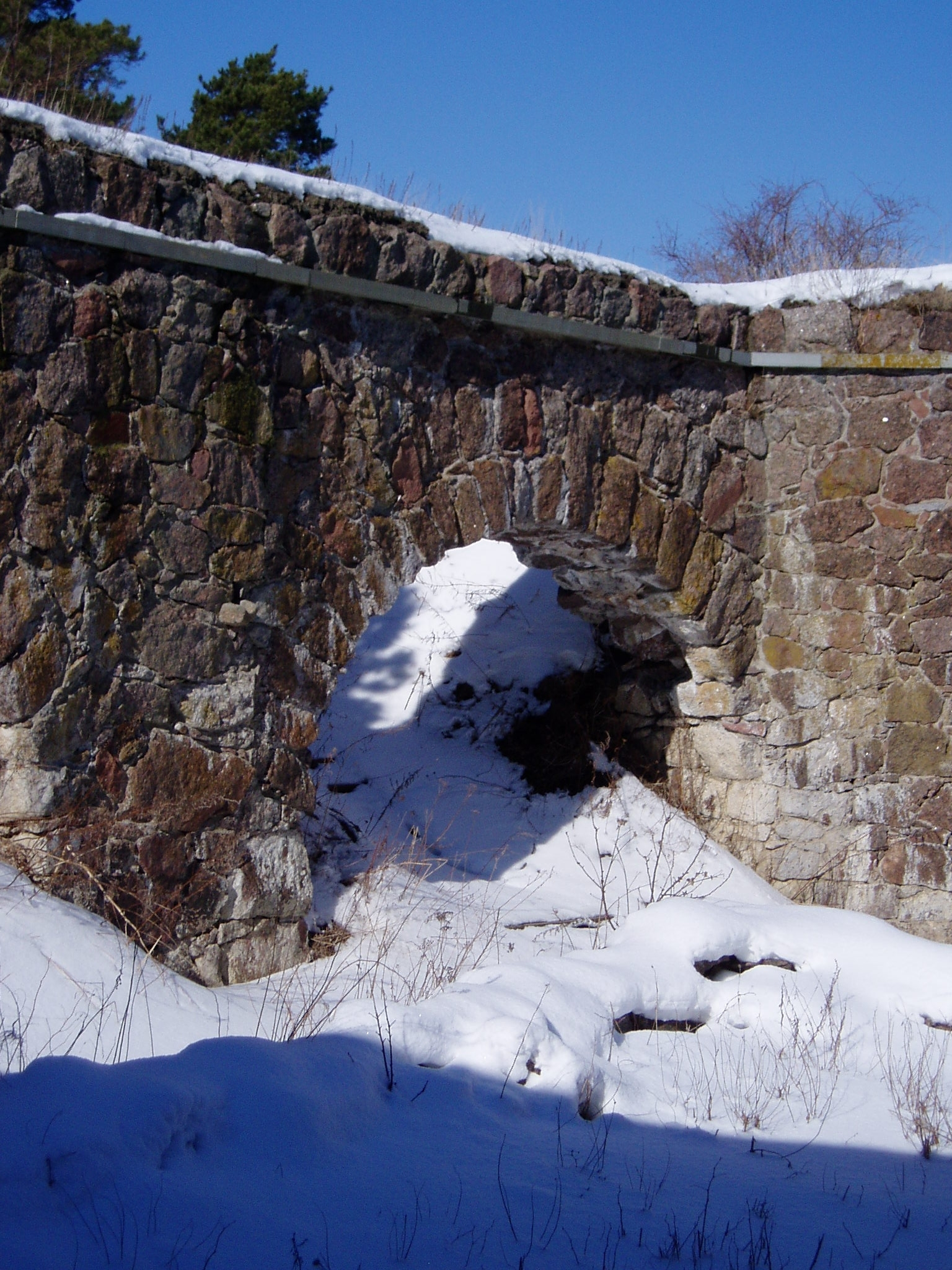
Muraille du Bastion Nordenskiöld.
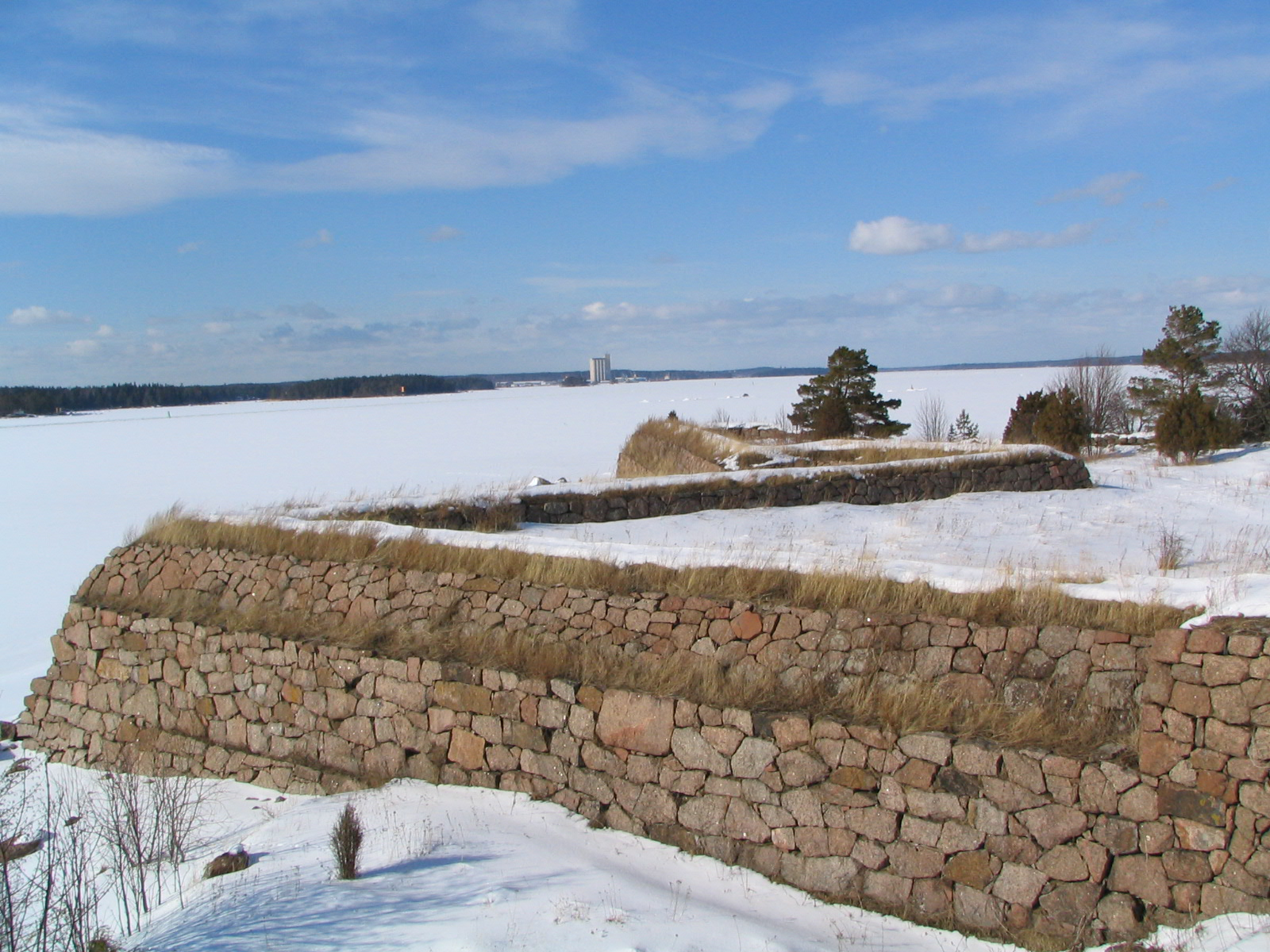
Muraille entourant presque entièrement la forteresse.
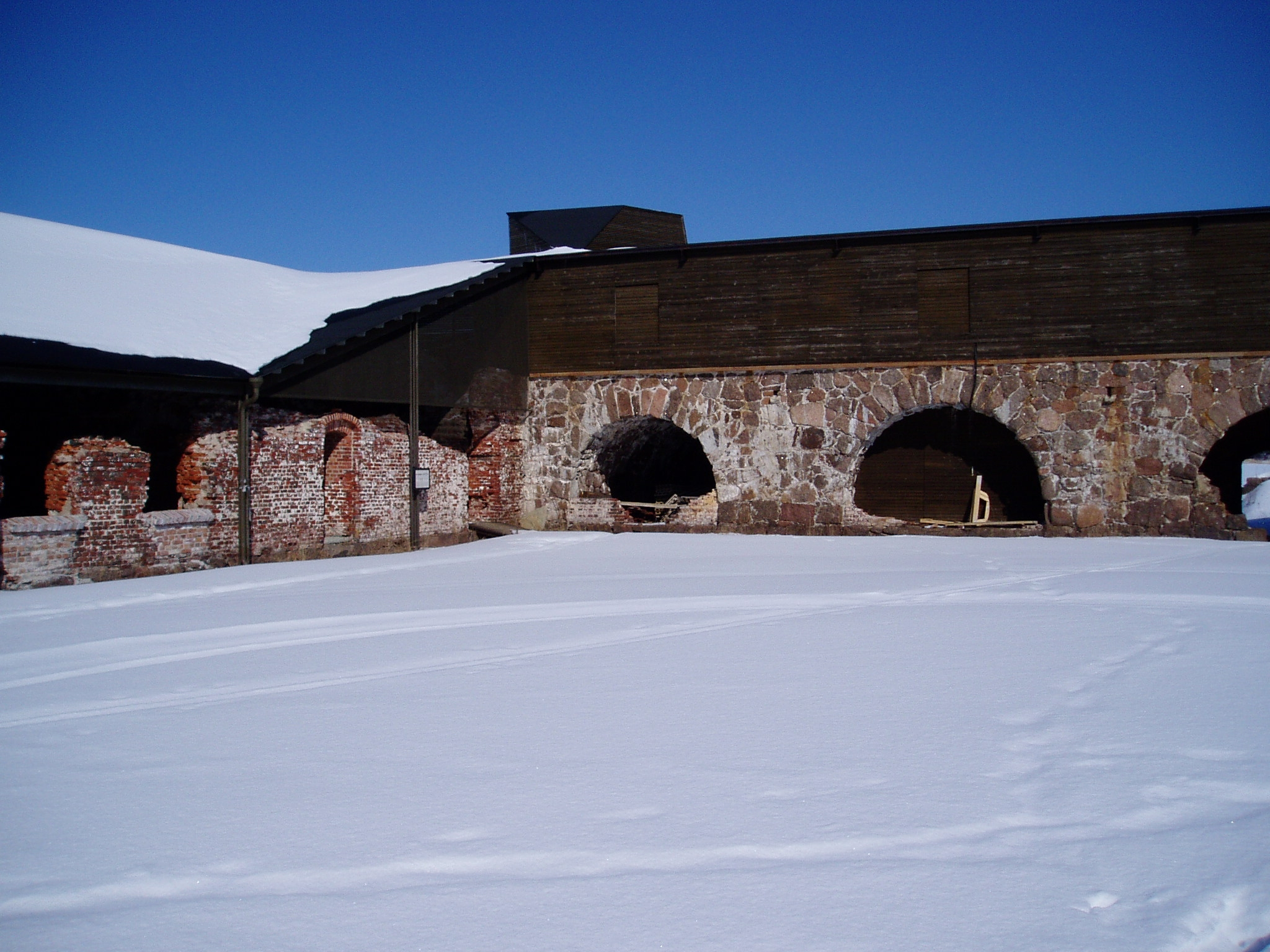
Courd intérieure et à droite la Caserne Nord.